# Ridderzuring
Ridderzuring (Rumex obtusifolius) is een vaste plant uit de duizendknoopfamilie (Polygonaceae), die van nature voorkomt in Europa. De plant is eenhuizig. Plaatselijk wordt de plant beschouwd als een zeer lastig onkruid dat chemisch kan worden bestreden of anders geheel uitgegraven moet worden. Om chemische bestrijding te vermijden wordt in Midden-Delfland geëxperimenteerd met bestrijding door middel van elektrische stroomstoten.
Er zijn gelijkende soorten zuring die enkel aan de vruchten onderscheiden kunnen worden van de ridderzuring.
De volgende ondersoorten worden onderscheiden:
- Rumex obtusifolius subsp. obtusifolius
- Rumex obtusifolius subsp. transiens

De plant wordt 0,8 tot 1,5 m hoog. De onderste bladeren zijn groot en breed, zijn eirond en hebben een hartvormige voet. Hogere bladeren zijn smaller.
De ridderzuring heeft kleine, tweeslachtige, groene bloemen. De vruchtdragende bloemdekken zijn langer dan 3,5 mm. De binnenste bloemdekbladen (vruchtkleppen) zijn bij Rumex obtusifolius subsp.obtusifolius eirond tot langwerpig met aan weerszijden verscheidene lange tanden en met meestal een knobbel (zeer zelden drie knobbels) op het bloemdek. De binnenste bloemdekbladen (vruchtkleppen) zijn bij Rumex obtusifolius subsp. transiens langwerpig of nog smaller met steeds drie knobbels op het bloemdek en hebben aan weerszijden weinig korte tanden of zijn soms ongetand.
Er is sprake van een losse, vertakte pluim. De bloeiperiode loopt van juni tot oktober.
De vruchten zijn 5-6 mm groot, hebben groene getande vleugels afgewisseld door één (Rumex obtusifolius subsp.obtusifolius) of drie (Rumex obtusifolius subsp. transiens) ongelijke, rode knobbels.
Ridderzuring komt voor op vochtige, zeer voedselrijke grond langs wegen, tussen puin en in grasland. Groeit ook op beschaduwde plaatsen.
Ridderzuring kan aangetast worden door verschillende bladvlekkenziekten, waaronder Ramularia rubella, die ook suikerbieten kan aantasten.
Ridderzuring is een waardplant van de zuringuil, een nachtvlinder.

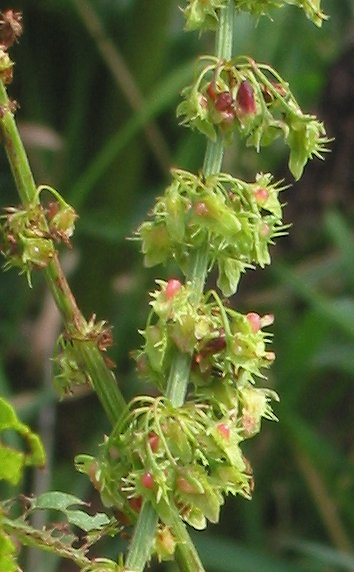
Bloeiwijze met onrijpe vruchten
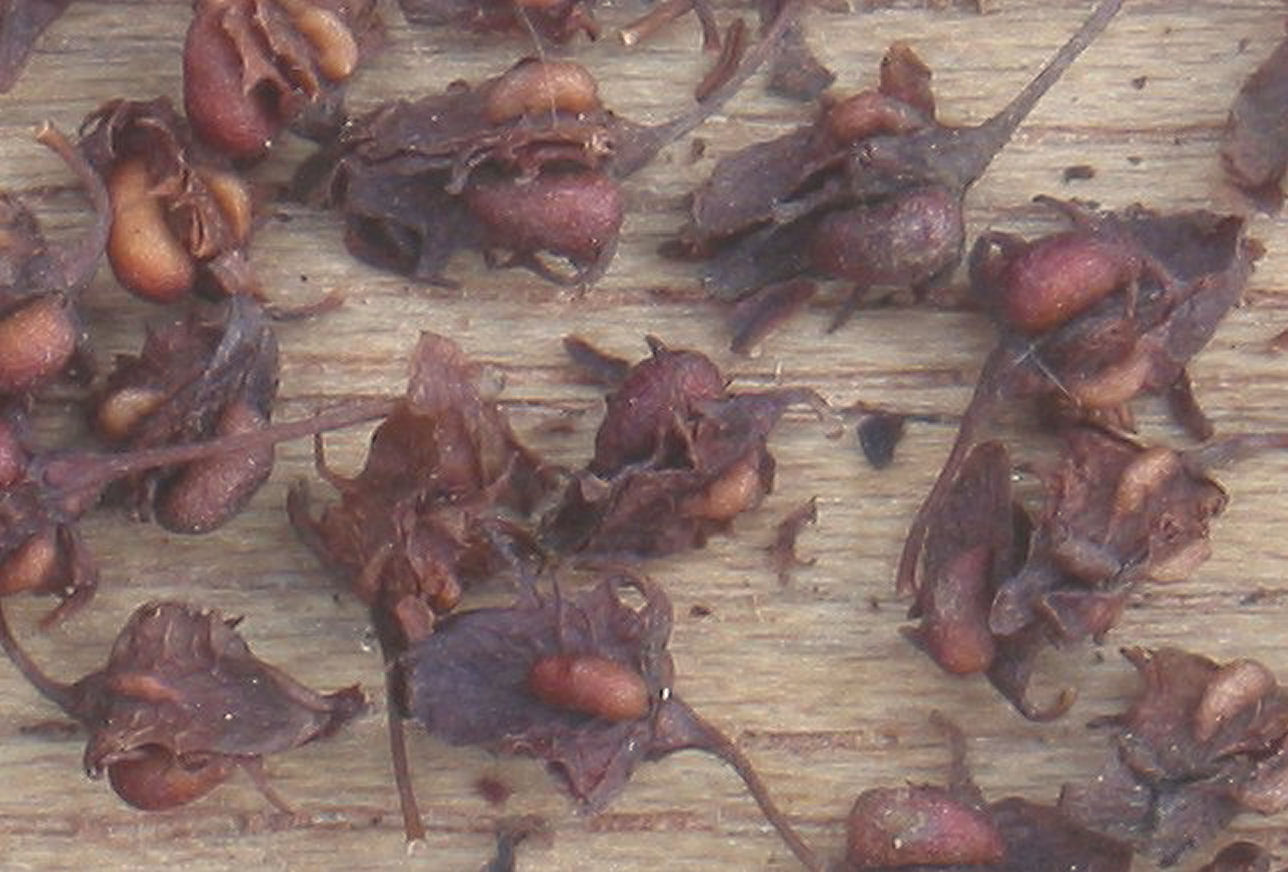
Vruchten
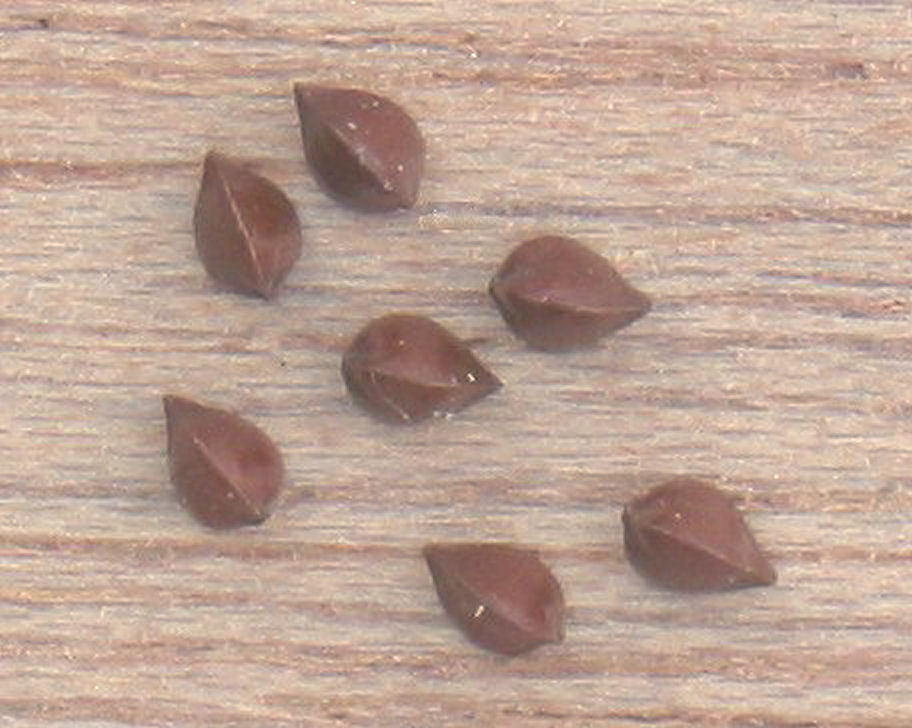
Zaden
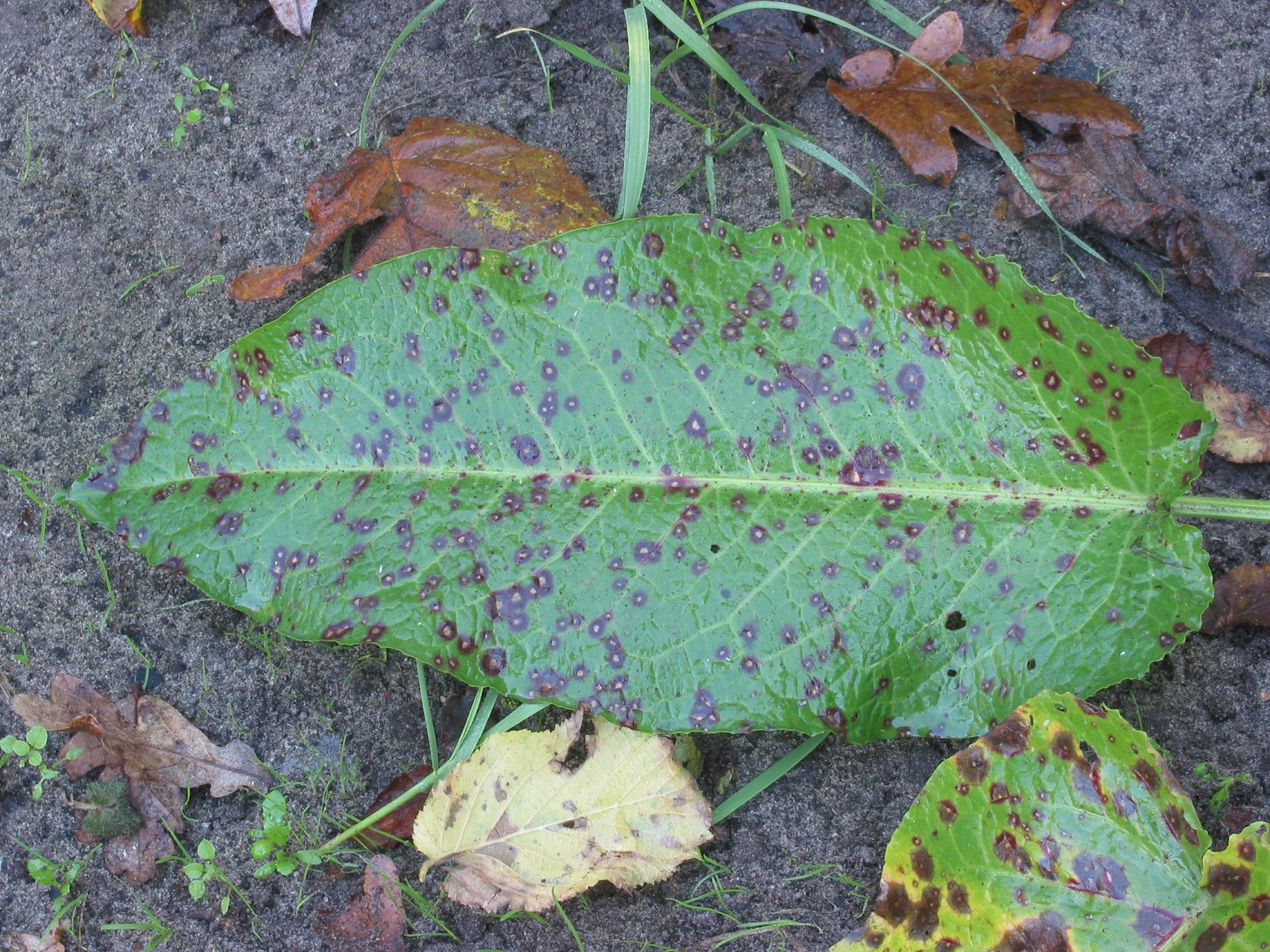
Bladvlekkenziekte Ramularia rubella